# Mapová legenda

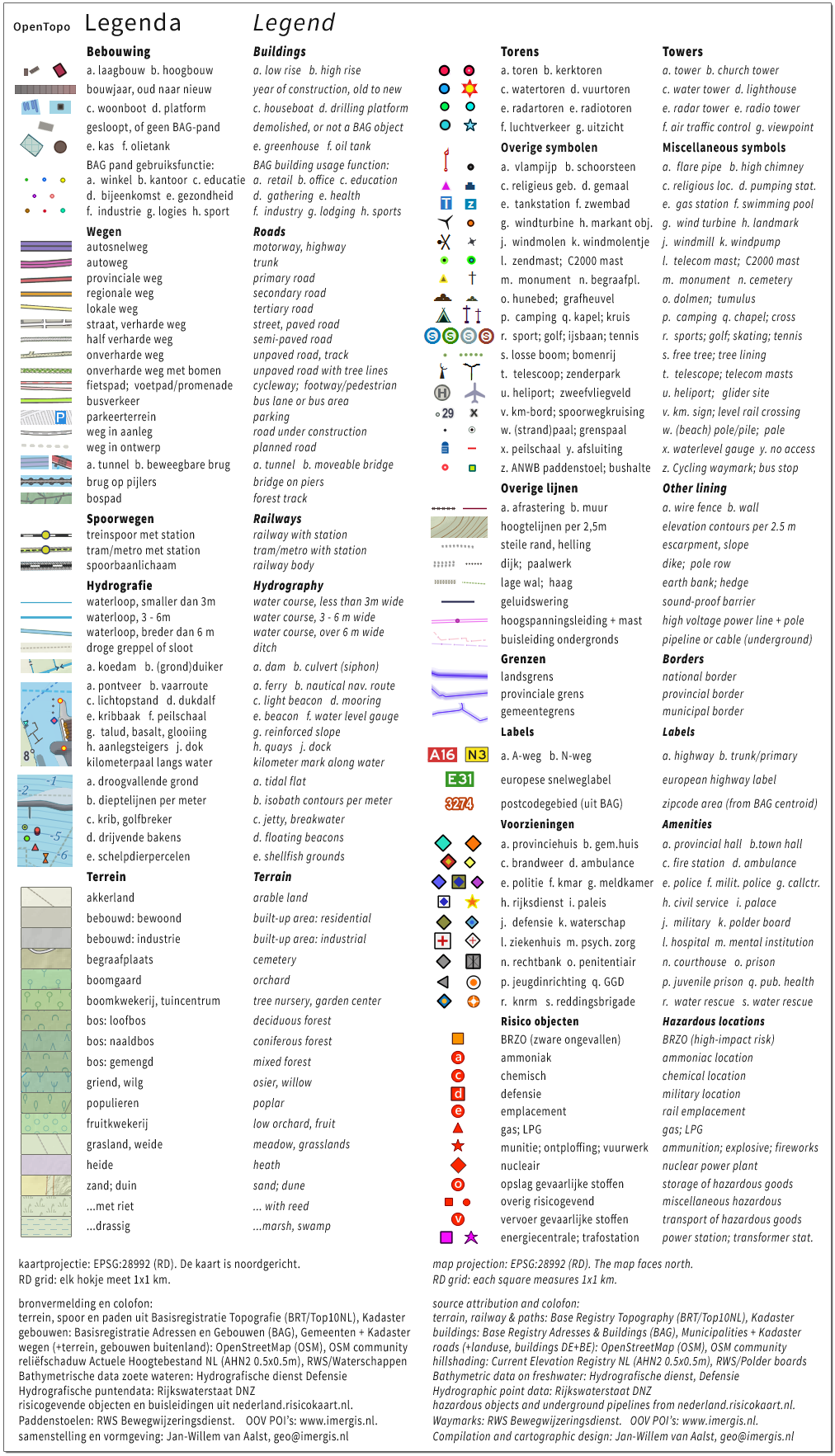
Legenda mapy OpenTopo

Mapová legenda (též vysvětlivky) je základní kompoziční prvek mapy, který slouží k vysvětlení mapových značek (též nazývané kartografické znaky) a ostatních vyjadřovacích prostředků použitých na konkrétní mapě. Jedná se o překlad mezi použitými grafickými prvky na mapě a jejich přesným významem a na žádné mapě by správně neměla chybět.
Legenda bývá na okraji tištěné mapy nebo v nápovědě elektronické mapy a obsahuje přehled symbolů jako jsou druhy cest, hranice, orientační prvky v krajině atd. a jejich slovní vysvětlení.
V ideálním případě by mapa byla dělána tak, že by legendu vůbec nepotřebovala. Znaky v ní by totiž nezaměnitelně označovaly skutečnost, takže uživatel by žádný výkladový slovník nepotřeboval. To ovšem u moderních map s bohatým a rozmanitým obsahem není možné.

## Historie
Nejstarší mapy zobrazující České území, jako např. Klaudyánova mapa Čech (1518), legendu vůbec neobsahují. První mapou zobrazující legendu se tedy stala až mapa Čech od Pavla Arentina z Ehrenfeldu (1619), na které jsou znázorněny typy měst a sídel dle nadřazenosti, jakož i lázně, kláštery a další.

## Klasifikace legend

### Dle obsahu mapy
Podle typu obsahu lze legendy map dělit na:
- jednoduché (prvkové, elementární),
- kombinované,
- a složené kombinované.

#### Jednoduchá legenda
Jednoduchá legenda (nebo také prvkové či elementární) stručně vysvětlují jednotlivé kartografické znaky a používají se zpravidla na jednoduchých analytických mapách. Neobsahují rozčleňování jevů a objektů do podskupin.

#### Kombinovaná legenda
Kombinovaná legenda již člení jevy v rámci legendy do podskupin. Jsou o něco komplikovanější a nalézáme je obvykle na komplexních mapách.

#### Složená kombinovaná legenda
Složená kombinovaná legenda jsou nejsložitější formou mapových legend a využívají komplexního dělení jevů do skupin. Zpravidla jsou používány na syntetických mapách. Mívá například podobu tabulky či využívá tzv. trojúhelníkovou metodu, kdy hroty trojúhelníku vyjadřují intenzitu jevu.

### Dle typu mapy
Legendu mapy lze dále rozdělit dle typu mapy na:
- typologické,
- regionální
- a chronologické.

#### Typologická legenda
Typologická legenda se používá na mapách s klasifikací či typologií obsahu, ať již na základě kvantitativních či kvalitativních parametrů.

#### Regionální legenda
Regionální legenda je využívána pro mapy zachycující individuální regiony, tedy individuální území. Tyto regiony často vznikají jako jeden z možných produktů kartografické syntézy, konkrétně regionalizace.

#### Chronologická legenda
Chronologická legenda bývá použita v případě, že mapa zobrazuje stratigrafii, nebo genezi či dynamiku určitého procesu či jevu.

## Proces tvorby
Legenda mapy vzniká v následujících fázích:
- stanovení obsahu, tj. soupis všech prvků,
- uspořádání tematického obsahu do tříd nebo skupin,
- uspořádání legendy, kdy figurují jako první prvky vyjadřující téma mapy a vedlejší prvky jako poslední,
- upřesnění legendy, tj. modifikace s ohledem na konkrétní technické parametry,
- sestavení definitivní podoby, jíž je připravený tiskový návrh.

Důležitým aspektem je také estetičnost legendy, kterou se daří rozvíjet od devadesátých let dvacátého století, kdy se moderní GIS technologie začaly rozšiřovat mezi odborníky. 
Zvláštním případem jsou legendy digitálních map které jsou často interaktivní. Uživatel může klikat na různé části legendy a tím například zvýrazní daný jev či zviditelní nějakou podkategorii, popřípadě může aktivovat zvuk nebo zobrazit obrázek.  

## Zásady tvorby
Legenda mapy je klíčovou pro správnou interpretaci mapy. Při tvorbě legendy by se tak mělo dbát na zásady:
- úplnosti legendy,
- nezávislosti legendy,
- uspořádanosti legendy,
- souladu legendy s označením v mapě
- a srozumitelnosti legendy.

### Úplnost legendy
Legenda mapy musí obsahovat vyjadřovací prostředky mapy nutné k dekódování informace uživatelem mapy. Výjimky tvoří například konstrukční a doplňkové prvky mapy (např. zeměpisná síť, kartografické zobrazení apod.) či kartografické znaky topografického podkladu u tematických map. V legendě by se zároveň neměly vyskytovat takové vyjadřovací prostředky, které nejsou obsaženy v mapovém poli.

### Nezávislost legendy
Nezávislostí legendy se rozumí stav, kdy jednomu jevu nelze přiřadit více než právě jeden vyjadřovací prostředek popsaný mapovou legendou. Položky legendy popisují jednoznačně prvky obsahu mapy a nemůže dojít k duplicitám v interpretaci čtenářem.
Příkladem porušení nezávislosti legendy je například zavedení dvou kategorií strom a listnatý strom. Uživatel mapy může být zmaten, zda stromy označené jako strom mohou být také listnaté, a jaký je rozdíl mezi stromy označenými jako listnatý strom a těmi označenými pouze jako strom.

### Uspořádanost legendy
Legenda mapy by měla být logicky uspořádána do hierarchických skupin vyjadřovacích prostředků mapy. Tyto skupiny by měly odpovídat jednotlivým tématům v mapě a jednotlivé znaky by v nich měly být taktéž logicky uspořádány. Uspořádání se obvykle řídí samotnou strukturou zobrazovaného jevu, kdy nejdůležitější prvky jsou řazeny obvykle nahoru. V tematických mapách se pak znaky topografického podkladu, pokud jsou vůbec zahrnuty, řadí jakožto ty méně významné až na konec legendy. Doporučený počet prvků v jedné skupině je sedm.

### Soulad legendy s označením v mapě
Vyjadřovací znaky použité v mapě musí být v naprostém souladu s tím, jak jsou znázorněny v legendě mapy. Odlišnost, ať již z pohledu velikosti, tvaru, barvy či obrysu, může vést uživatele mapy ke špatné interpretaci odlišné kvality či kvantity jevu znázorněného na mapě.

### Srozumitelnost legendy
Legenda mapy by měla být vypracována tak, aby předpokládanému uživateli mapy umožnila snadné, rychlé a jednoznačné pochopení všech znázorňovaných jevů i vazeb mezi nimi. Za tímto účelem by měla být legenda vypracována jako dobře čitelná a zapamatovatelná.
Mezi špatné praktiky snižují srozumitelnost legendy patří například nezarovnání položek legendy, nevhodná velikost fontu či přetíže legendy zbytečnými informacemi.
Mezi takové redundance patří také nadepisování legendy slovem Legenda, které se z tohoto důvodu považuje za chybu. Namísto toho by měly být nadepsány skupiny obsahu, a to co nejvíce explicitně. Například prostřednictvím exaktního jména proměnné a měrné jednotky. Měrnou jednotku pak není třeba uvádět u jednotlivých položek legendy. Vyjadřuje-li znak skupinu jevů, je vhodné použít opis v jednotném čísle.